# Parti de l'Istiqlal

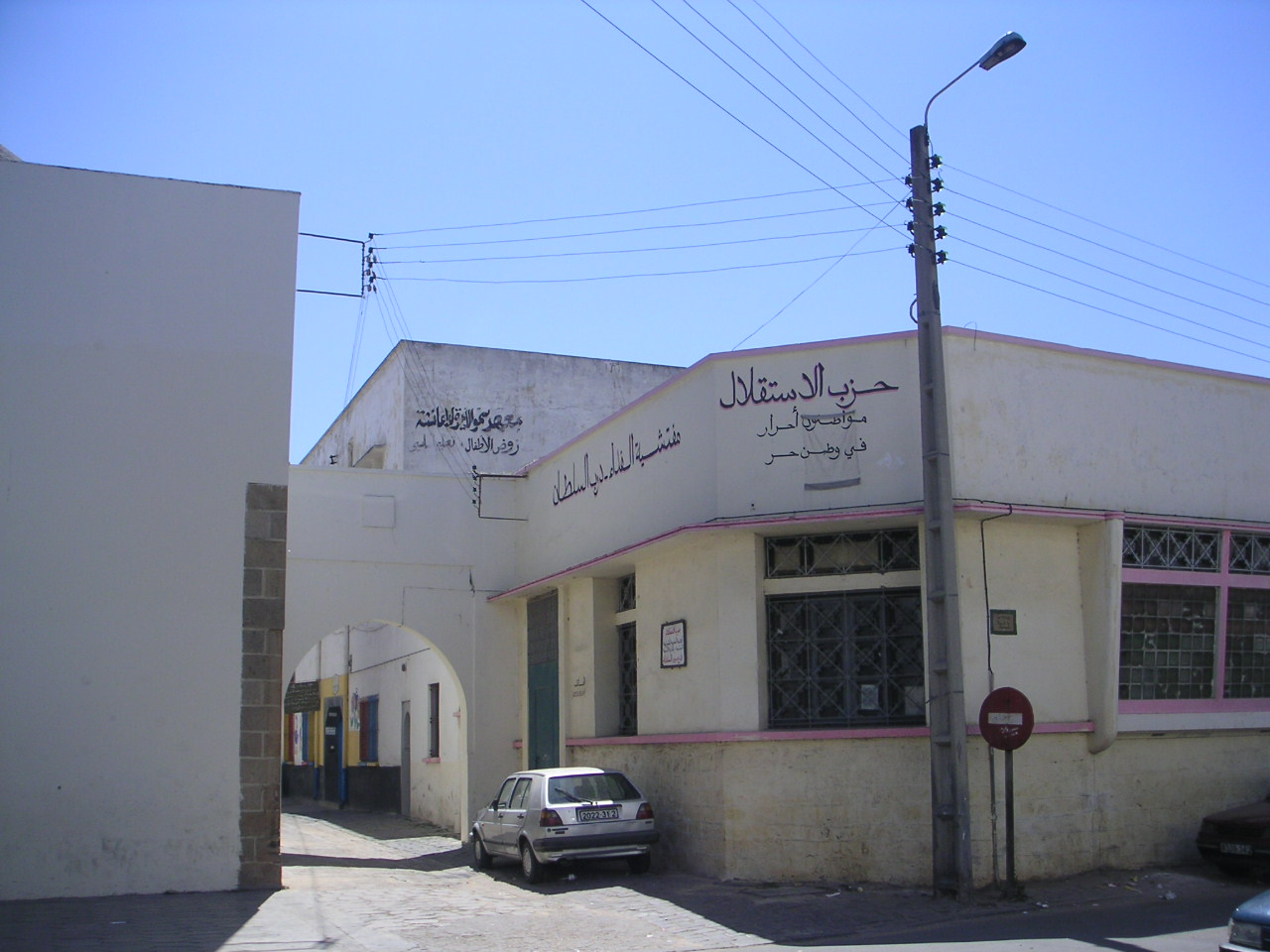
Verkiezingskantoor in Casablanca

Parti de l'Istiqlal (PI) (Arabisch: حزب الإستقلال, Berbers: ⴰⴽⴰⴱⴰⵔ ⵏ ⵍⵉⵙⵜⵉⵇⵍⴰⵍ) (Frans: Parti de l'Indépendance, vertaald: 'partij van de onafhankelijkheid') is een nationalistische politieke partij in Marokko.
De partij is formeel opgericht op 10 december 1943, ruim voor de onafhankelijkheid van Marokko in 1956, om samen met andere partijen en milities het land te bevrijden van de Franse heerschappij, het beëindigen van het koloniale Protectoraat en de stichting van een constitutionele monarchie. De partij was en is altijd Arabisch gericht, is centrumrechts georiënteerd en heeft een nationalistische en monarchistische ideologie.
De Parti de l'Istiqlal is lid van de Christendemocratische Internationale. De jongerenorganisatie gelieerd aan de partij is Jeunesse du Parti de l'Istiqlal.
Bij de parlementsverkiezingen van 2002 kreeg de partij 48 zetels. Bij die van 7 september 2007 werd ze met 52 zetels de grootste in het parlement.